# Céline Baillod
 (janvier 2015).
Si vous disposez d'ouvrages ou d'articles de référence ou si vous connaissez des sites web de qualité traitant du thème abordé ici, merci de compléter l'article en donnant les références utiles à sa vérifiabilité et en les liant à la section « Notes et références ».
Céline Baillod, née le 24 avril 1982 à Lausanne, est une nageuse franco-suisse.

## Biographie
Spécialiste du 200 m 4 nages, Céline Baillod a remporté durant sa carrière une vingtaine de titres de championne de Suisse dans la discipline des 4 nages et a également participé à plusieurs championnats d’Europe. Elle détient toujours aujourd’hui le record du 100 m 4 nages en petit bassin en 1 min 1 s 79 en combinaison.
Céline Baillod étant au bénéfice d’un passeport suisse et français, elle a également pu s'illustrer en France où elle remporta le titre de vice-championne de France sur 50 m brasse.
Sa carrière de nageuse a pris fin en 2008. Elle a duré 13 ans. 
Parallèlement à sa carrière sportive, Céline Baillod a fréquenté le gymnase de Beaulieu puis a suivi des études de physiothérapie à Lausanne. Elle habite aujourd’hui Morgins et exerce sa profession dans un cabinet de Martigny. 

### Palmarès
- 2002 : qualification pour les championnats d'Europe en 25 m
- 2006/2007 : 4 titres de championne suisse
- 2008 : 5 titres de championne suisse
- 2008 : Mérite sportif lausannois et nommée pour le mérite sportif vaudois[2]

### Records personnels
- recordwoman de Suisse du 100 m 4 nages en petit bassin en 1 min 1 s 79 en combinaison[1]